# Liet International
Liet International (fra frisisk liet≈sang) er en europæisk sangkonkurrence for regional- og mindretalssprog, som blev afholdt første gang i Frisland i Nederlandene i 2002. Målet med festivalen er at øge interessen for Europas minoritetssprog og dialekter, især for unge. Ideen kom fra Eurovision Song Contest.
Festivalen startede i 2002 i det frisiske Leeuwarden/Ljouwert. De første tre udgaver af Liet International fandt ligeledes sted i Leeuwarden. Siden 2006 er den blevet afholdt i en anden by hvert år. Konkurrencerne i 2006 og 2008, der blev afholdt i den svenske Lapland (Sameland), fik titlen Liet-Lávlut (lávlut er nordsamisk for synge). Siden 2008 har Liet International været støttet af Europarådet.
Mere end halvtreds regionale sprog har været repræsenteret ved konkurrencen mindst én gang. Blandt dem er dansk (fra Sydslesvig), nordfrisisk, samisk, plattysk, skotsk gælisk, walisisk, kornisk, bretonsk og rætoromansk. Vestfrisisk er det eneste sprog, der har været repræsenteret ved hver konkurrence. 2022 afholdtes sangkonkurrencen i Tønder.